# Branderup Sogn
Branderup Sogn er et sogn i Tønder Provsti (Ribe Stift).
Branderup Sogn hørte til Nørre Rangstrup Herred i Haderslev Amt. Branderup sognekommune blev ved kommunalreformen i 1970 indlemmet i Nørre-Rangstrup Kommune, der ved strukturreformen i 2007 indgik i Tønder Kommune.
I Branderup Sogn ligger Branderup Kirke. Sognet hørte indtil 2007 til Tørninglen Provsti, og kirken har det karakteristiske Tørninglen-spir, der er rejst over 4 trekantgavle.
I sognet findes følgende autoriserede stednavne:
- Branderup (bebyggelse, ejerlav)
- Branderup Dal (bebyggelse)
- Branderup Hede (bebyggelse)
- Branderup Kådnere (bebyggelse)
- Branderup Mark (bebyggelse)
- Branderup Østermark (bebyggelse)
- Friskær (bebyggelse)
- Kærgård (landbrugsejendom)
- Mandbjerg (bebyggelse)
- Mølle (bebyggelse)
- Revslund (bebyggelse)
- Rundbjerg (bebyggelse)
- Rurup (bebyggelse, ejerlav)
- Rurup Nørremark (bebyggelse)
- Rurup Vestermark (bebyggelse)
- Smedegade (bebyggelse)

## Afstemningsresultat
Folkeafstemningen ved Genforeningen i 1920 gav i Branderup Sogn 423 stemmer for Danmark, 34 for Tyskland. Af vælgerne var 92 tilrejst fra Danmark, 13 fra Tyskland. 